# Pražský koláč

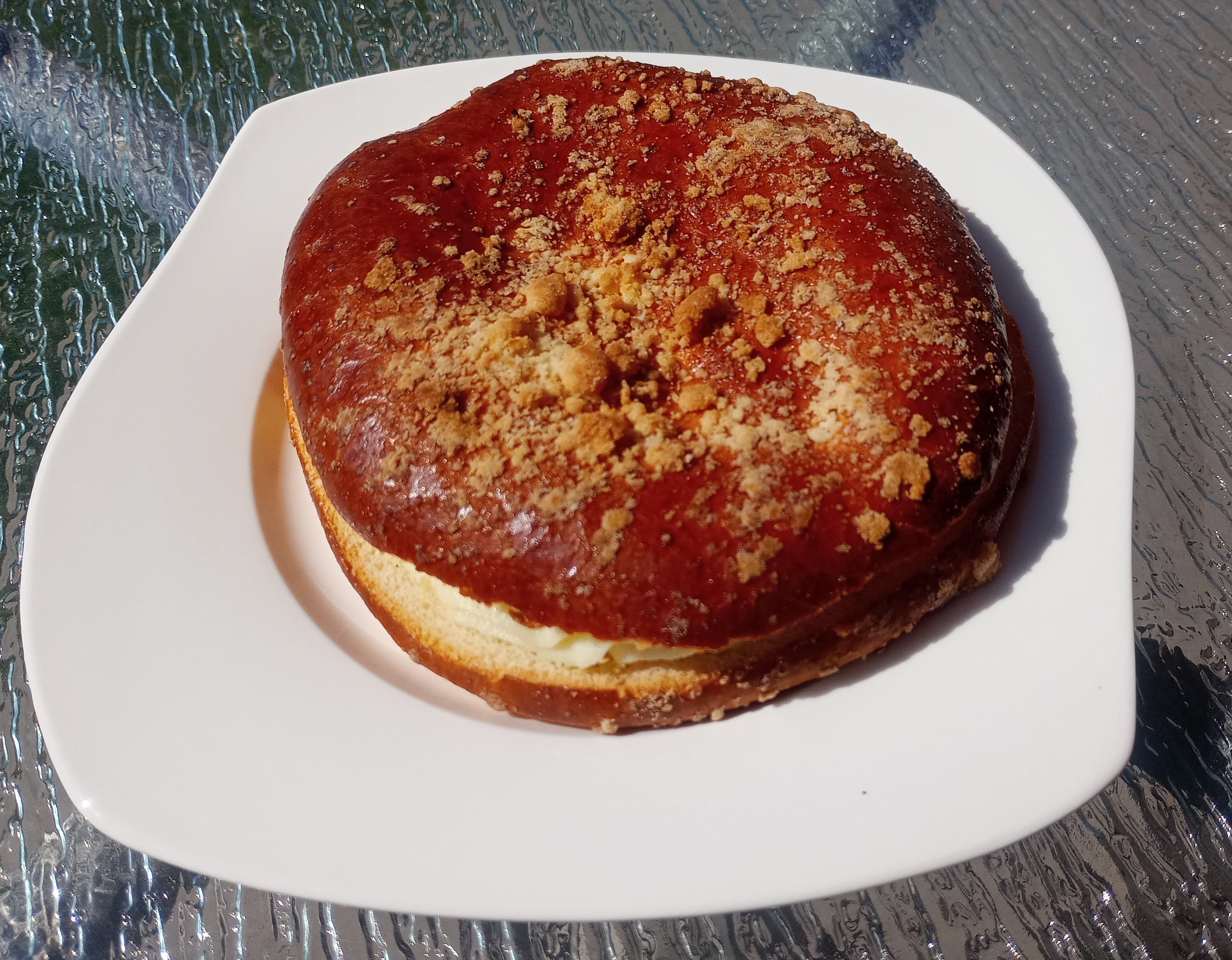
Pražský koláč

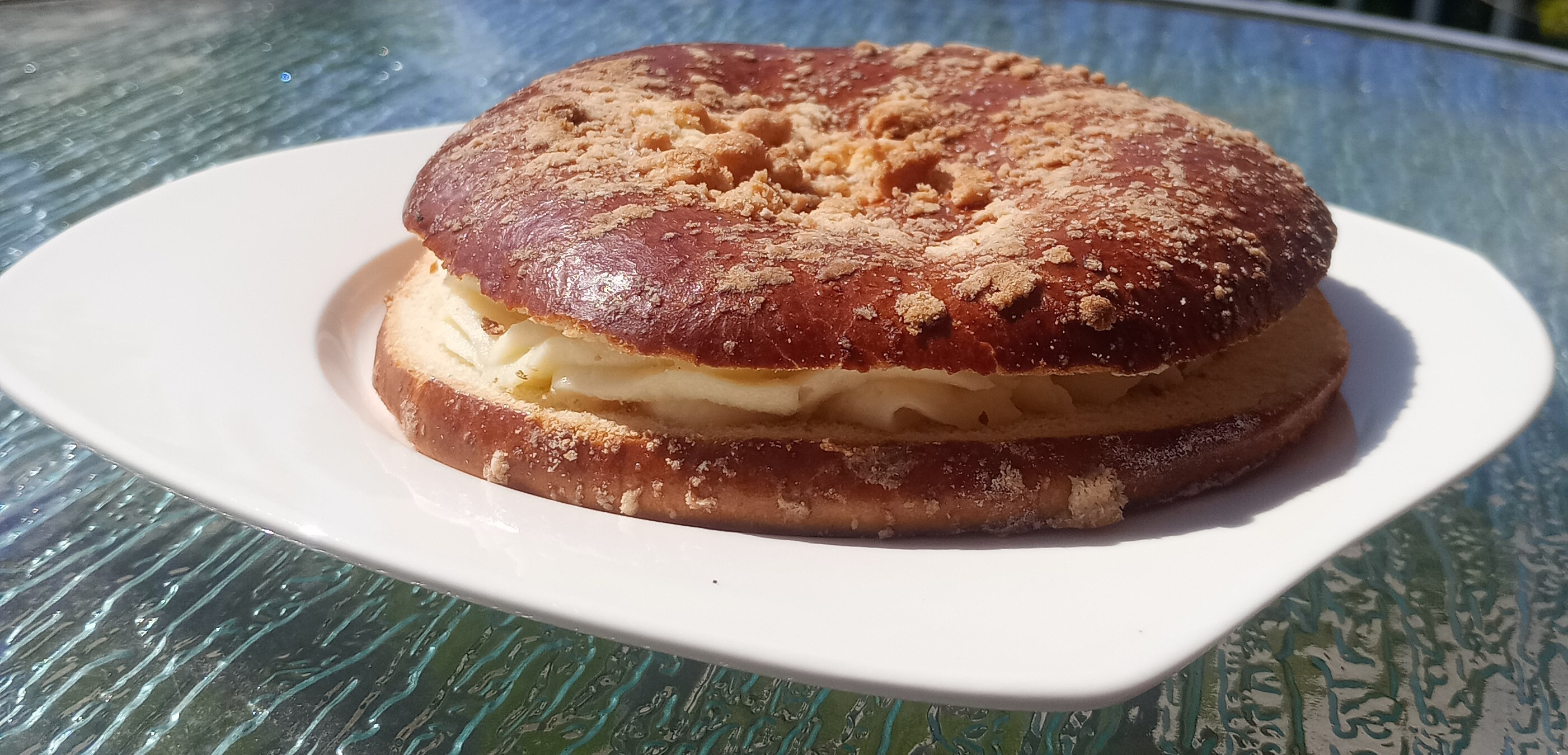
Pražský koláč

Pražský koláč je dezert typický pro českou kuchyni (především pak pro regionální kuchyni Prahy). Skládá se z bochánku z kynutého těsta se skořicovou drobenkou na povrchu, který je vodorovně rozkrojený a plněný krémem z vanilkového pudinku. Podle původního receptu se do těsta přidávala majonéza.

## Historie
Velmi podobným dezertem je tarte tropézienne, který od roku 1955 začal péct polský pekař Alexandre Micka ve své pekárně ve francouzském Saint-Tropez, prý podle receptu své polské babičky. Tarte tropézienne se na rozdíl od pražského koláče ale plní smetanovo-žloutkovým krémem a peče se z brioškového těsta dochuceného pomerančovým květem. V Saint-Tropez je považován za regionální specialitu.
Není jisté, zda existuje nějaká spojitost tarte tropézienne a pražským koláčem. Pražský koláč se začal v pražských pekárnách objevovat 70. letech 20. století, nicméně podobné dezerty připravovali pražští pekaři i dříve. Největší popularity pražský koláč dosahoval v období komunistického Československa.